# Revue d'histoire littéraire de la France
La Revue d'histoire littéraire de la France è un periodico trimestrale francese, pubblicato dalle Presses universitaires de France e dedicato alla letteratura francese e indirettamente anche alla filologia romanza e alla cultura e alla storia francese.
Fondata nel 1894, la rivista pubblica anche, annualmente, in collaborazione con la Biblioteca nazionale di Francia, una bibliografia degli studi nel suo ambito d'interesse.
Presidenti onorari della società che sta dietro la rivista sono Marc Fumaroli e Madeleine Ambrière-Fargeaud. Il consiglio direttivo della società è formato da Thierry Bodin, Emmanuel Bury, Florence Callu, Jean Céard, Jean-Marc Chatelain, Antoine Compagnon, Alain Corbin, Patrick Dandrey, Michel Delon, Delphine Denis, Jean D'Ormesson, Claude Duchet, Luc Fraisse, Marie Galvez, Isabelle Garnier e Alain Génetiot. Corrispondenti dall'Italia sono Lea Caminiti Pennarola, Giorgetto Giorgi e Jole Morgante.
La direzione della rivista è un comitato formato da Alain Génetiot (direttore), Michel Delon, Delphine Denis, Claude Duchet, Jeanyves Guérin, Mireille Huchon, Sylvain Menant, Denis Pernot, Pierre-Louis Rey, Henri Scepi.